# دهه ۱۶۷۰ (میلادی)
دهه ۱۶۷۰ (میلادی) صد و شصت و هفتمین دهه تقویم میلادی است.

## درگذشتگان
‎